# UBS 아레나
UBS 아레나(영어: UBS Arena)는 미국 뉴욕주 엘몬트에 위치한 실내 경기장이다. 2021년에 개장하였다. NHL 뉴욕 아일런더스의 홈경기장으로 사용된다.
| WNBA 커미셔너스컵 결승전 개최 경기장 |                   |           |
| 2023년                               | 2024년 UBS 아레나 | 2025년    |
| 미첼롭 울트라 아레나                 | 2024년 UBS 아레나 | 타깃 센터 |
|                                      |                   |           |
|                                      |                   |           |